# Свети Димитър (Врачеш)
„Свети Димитър“ е църква, разположена в село Врачеш, община Ботевград.
През 1863 г. се заражда идеята за построяване на църква. Строежът продължава 2 години и 6 месеца. Отговорен и главен майстор е Вуно Марков от Врачеш. Най-близък негов помощник е Илчо Кьоса. За изграждането на храма и ограждането на църковния двор с висок зид, са употребени 2000 m3 речен камък, отделно декоративно оформяне за корнизите, прозорците и около вратите. Иконостасът на храма е от 1932 година, дело на дебърските майстори от рода Филипови.
Църквата е осветена на 30 септември 1865 г. Обявена е за религиозен паметник от местно значение.